# Bistum Ostuni

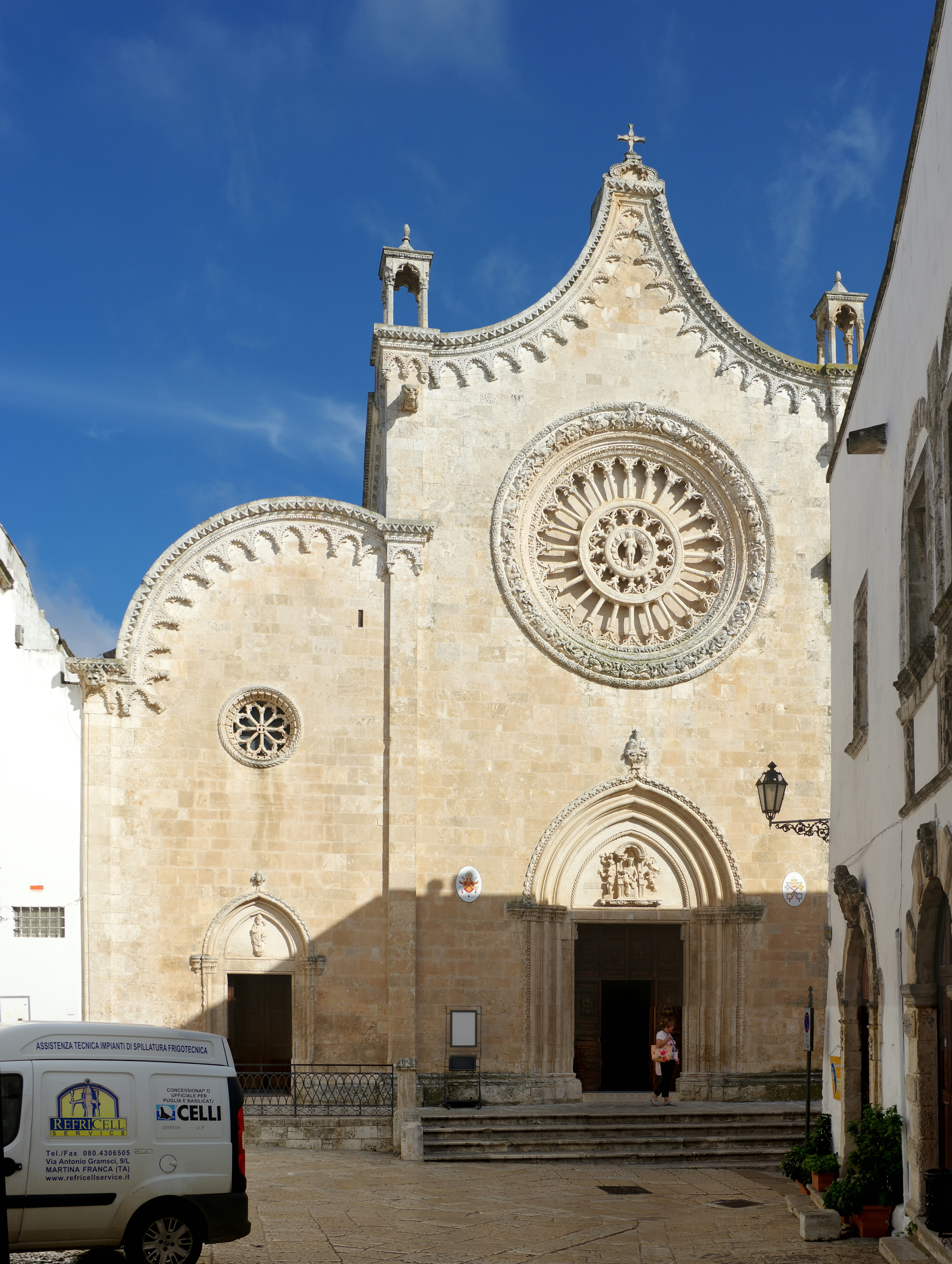
Die ehemalige Kathedrale von Ostuni

Das Bistum Ostuni war eine römisch-katholische Diözese in Italien mit Bischofssitz in Ostuni. Es war ein Suffraganbistum des Erzbistums Brindisi.

## Geschichte
Das Bistum Ostuni wird 1071 erstmals urkundlich erwähnt, als der seinerzeitige Bischof Datto an der Weihe der Kirche von Montecassino teilnahm. Einige Autoren haben einen Bischof Melatius, der in einem Brief von Gregor dem Großen 596 oder 601 erwähnt wird, diesem Bischofssitz zugeschrieben, Melatius war jedoch Bischof in Histonium, das zum heutigen Erzbistum Chieti-Vasto gehört.
Ostuni wurde als Bistum im 10. Jahrhundert begründet und war zunächst vereinigt mit dem Bistum Monopoli. Als Brindisi im 10. Jahrhundert zum Metropolitanbistum erhoben wurde, hatte Ostuni einen eigenen Bischof, der Suffragan von Brindisi wurde.
Ende des 18. Jahrhunderts war Ostuni von Konflikten zwischen dem Heiligen Stuhl und dem Königreich Neapel betroffen, die mit einer Vereinbarung von 1791 beendet wurden, der zufolge der Bischof von Ostuni eine Ernennung durch den König von Neapel erhalten sollte. Der Sitz von Ostuni war jedoch bereits seit 1794 vakant und wurde am 27. Juni 1818 mit dem Apostolischen Schreiben De uteri von Papst Pius VII. mit der Erzdiözese Brindisi zusammengeschlossen und als eigenständiges Bistum aufgelöst. Am 14. Mai 1821 wurde es jedoch vom selben Papst mit dem Apostolischen Schreiben Si qua prae wieder hergestellt und den Erzbischöfen von Brindisi als ständigen Apostolischen Administratoren übergeben. Am 30. September 1986 wurde das Erzbistum Brindisi durch die Kongregation für die Bischöfe mit dem Dekret Instantibus votis in Erzbistum Brindisi-Ostuni umbenannt und das Bistum Ostuni wurde damit Teil des neuen Erzbistums.
Zur Diözese gehörten die Gemeinden Ostuni, Carovigno, San Vito dei Normanni, San Michele Salentino und Locorotondo.